# Support Justice
Support Justice, född 9 maj 2009 i Eidsbergs kommun i Norge, är en norsk varmblodig travhäst. Han tränades och kördes av Geir Vegard Gundersen, verksam i Nittedals kommun. Han räknas som en av de bästa norska travhästarna under 2010-talet.
Support Justice tävlade åren 2012–2016 och sprang in nästan 8,2 miljoner norska kronor på 48 starter varav 30 segrar, 4 andraplatser och 3 tredjeplatser. Han inledde karriären i mars 2012 med tre raka segrar. Han var obesegrad i sju raka lopp från augusti 2014 till april 2015. Han tog karriärens största segrar i Norskt Travderby (2013), Jarlsberg Grand Prix (2013),  Norskt Mästerskap (2014), Jubileumspokalen (2014), Europeiskt femåringschampionat (2014) och Åby Stora Pris (2015). Han kom även på andraplats i Oslo Grand Prix (2014) samt på tredjeplats i Oslo Grand Prix (2016).
Han deltog i 2015 års upplaga av Elitloppet på Solvalla. Han var en av favoriterna (andrahandsfavorit, favorit var Mosaique Face) i det första försöksloppet, men slutade oplacerad efter att ha startgalopperat. Han kvalificerade sig därmed inte för final. Den 31 januari 2016 deltog han i världens största travlopp Prix d'Amérique på Vincennesbanan i Paris, där han kom på 11:e plats. Han och Lionel N.O. var de enda norska hästarna som deltog i det årets upplaga.
Han gjorde karriärens sista start den 12 juni 2016 i Oslo Grand Prix på Bjerke Travbane i Oslo, där han kom på tredjeplats efter segraren Nuncio. I januari 2017 kom beskedet att han avslutar karriären, på grund av skadeproblem med en framkota. Efter tävlingskarriären är han avelshingst vid svenska Norrby stuteri i Tystberga.